# Volksblad
Volksblad (bis 2001 Die Volksblad) ist eine afrikaanssprachige südafrikanische Tageszeitung, die in den Provinzen Freistaat und Nordkap erscheint. Das im „Naspers“-Verlag erscheinende Volksblad ist die älteste afrikaanssprachige Zeitung des Landes. Sitz der Redaktion ist Bloemfontein.
Die erste Ausgabe erschien am 18. November 1904 als niederländischsprachige Wochenzeitung mit dem Namen Het Westen. Herausgeber war der Drucker Hendrik de Graaf in Potchefstroom. Die Zeitung setzte sich für die Belange der Afrikaaner in der ehemaligen Burenrepublik Oranje-Freistaat ein, die unter dem Burenkrieg 1899–1902 gelitten hatten. Im März 1915 wurde die nationalistische Zeitung in Het Volksblad umbenannt und 1916 zog die Hauptredaktion nach Bloemfontein um. 1917 begann die Zeitung, ihre Artikel in Afrikaans zu veröffentlichen und ihr Name wurde in Die Volksblad geändert. Seit 1925 ist das Volksblad eine Tageszeitung. 
Seit der Abschaffung der Apartheid in den 1990er Jahren hat die Zeitung alle politischen Verbindungen aufgegeben und bemüht sich um „Coloureds“, aber auch um „Schwarze“ als Leser. Der dreisprachige Untertitel Saam kan ons – Together we can – Hammoho re ka kgona („Zusammen können wir es“; der dritte Titel ist in Sesotho, der meistgesprochenen Sprache im Freistaat) soll diesen Wandel unterstreichen.
Die Auflage von Volksblad lag im März 2006 bei etwa 30.000 Exemplaren. Verglichen mit den afrikaanssprachigen Zeitungen Die Burger und Beeld, die im gleichen Verlag, aber anderen Provinzen erscheinen, sind die Verkaufszahlen zwar bescheiden, doch in den dünn besiedelten Provinzen Nordkap und Freistaat ist ihr Einfluss sehr groß.